# Monte Burney
Il monte Burney è uno stratovulcano ricoperto di ghiaccio, situato 200 km a nord-ovest della città di Punta Arenas e a sud della cordigliera Sarmiento, sulla penisola Muñoz Gamero nella Patagonia cilena.
La montagna è stata così ribattezzata in onore di James Burney.